# علاقات إستونيا الخارجية
حصلت جمهورية إستونيا على استقلالها عن الإمبراطورية الروسية في 24 فبراير عام 1918 وأقامت علاقاتها الدبلوماسية مع العديد من البلدان من خلال عضوية عصبة الأمم. لم يكن الاندماج القسري لإستونيا في الاتحاد السوفييتي في عام 1940 معترفًا به بشكل عام من قِبَل المجتمع الدولي إذ استمر السلك الدبلوماسي الإستوني في العمل في بعض البلدان. بعد استعادة استقلالها عن الاتحاد السوفييتي، اعتُبرت روسيا واحدة من أوائل الدول التي أعادت الاعتراف باستقلال إستونيا (إذ كانت أيسلندا أول دولة تفعل ذلك في 22 أغسطس عام 1991). تمثلت الأولوية المباشرة لإستونيا بعد استعادة استقلالها في انسحاب القوات الروسية (السوفيتية سابقًا) من الأراضي الإستونية. وقد حدث ذلك في أغسطس عام 1994. ومع ذلك، بقيت علاقاتها مع موسكو متوترة في المقام الأول لأن روسيا كانت قد قررت عدم التصديق على معاهدة الحدود التي وقعتها لاحقًا مع إستونيا في عام 1999.

## الاتجاهات بعد إعادة الاستقلال
منذ استعادة الاستقلال، اتّبعت إستونيا سياسة خارجية للتعاون الوثيق مع دول أوروبا الغربية.
من بين أهم الأهداف السياسية في هذا الصدد، الانضمام إلى منظمة حلف شمال الأطلسي والاتحاد الأوروبي، الأمر الذي نجح في شهري مارس ومايو من عام 2004 على التوالي. ترافق إعادة التنظيم الدولي لإستونيا تجاه الغرب مع تدهور عام في العلاقات مع روسيا، والذي تجلى مؤخرًا في الجدل الدائر حول نقل نصب الجندي البرونزي في الحرب العالمية الثانية في تالين. تميزت إستونيا بتأييدها الكامل لتعميق التكامل الأوروبي. يعكس قرار المشاركة في إعداد ضريبة المعاملات المالية في عام 2012 هذا التحول في سياسة الاتحاد الأوروبي في إستونيا.
تمثل أيضًا أحد العناصر الهامة في إعادة توجيه إستونيا بعد الاستقلال في توثيق العلاقات مع دول الشمال الأوروبي وخاصة فنلندا والسويد. في الواقع، يعتبر الإستونيون أنفسهم من شعوب الشمال بسبب كونهم شعبًا فنلنديًا مثل الفنلنديين بدلًا من كونهم من شعوب البلطيق، وذلك بناءً على علاقاتهم التاريخية مع الدنمارك وخاصة فنلندا والسويد. في ديسمبر عام 1999، ألقى وزير الخارجية الإستوني (ورئيس إستونيا منذ عام 2006) توماس هندريك إلفس خطابًا بعنوان «إستونيا كدولة شمالية» أمام المعهد السويدي للشؤون الدولية. في عام 2003، استضافت وزارة الخارجية أيضًا معرضًا بعنوان «إستونيا: بلمسة من الشمال». في عام 2005، انضمت إستونيا إلى مجموعة معركة الشمال الأوروبي. ولاحقًا أبدت اهتمامًا مستمرًا بأن تحصل على عضويتها بشكل كامل في مجلس بلدان الشمال الأوروبي.
في حين أن روسيا في عام 1992 كانت مسؤولة عن 92% من التجارة الدولية لإستونيا، يوجد اليوم ترابطًا اقتصاديًا واسعًا بين إستونيا وجيرانها من بلدان الشمال الأوروبي: تنشأ ثلاثة أرباع الاستثمارات الأجنبية في إستونيا من بلدان الشمال الأوروبي (ولا سيما فنلندا والسويد)، والتي ترسل إليها إستونيا 42 في المئة من صادراتها (مقابل 6.5 في المئة تذهب إلى روسيا و 8.8 في المئة إلى لاتفيا و 4.7 في المئة إلى ليتوانيا). من ناحية أخرى، يميزها عن مثيلاتها من دول الشمال الأخرى النظام السياسي الإستوني ومعدل ضريبة الدخل الثابت ونموذج الدولة غير الرفاهية، بالإضافة إلى اختلافها عن العديد من الدول الأوروبية الأخرى.
تُعدّ إستونيا طرفًا ضمن 181 منظمة دولية، بما في ذلك بنك التسويات الدولية ومجلس دول بحر البلطيق ومجلس أوروبا ومجلس الشراكة الأوروبية الأطلسية والبك الأوروبي لإعادة البناء والتنمية ولجنة الأمم المتحدة الاقتصادية لأوروبا والاتحاد الأوروبي (عضو منذ 1 مايو عام 2004) ومنظمة الأغذية والزراعة والوكالة الدولية للطاقة الذرية والبنك الدولي للإنشاء والتعمير ومنظمة الطيران المدني الدولي والحركة الدولية للصليب الأحمر والهلال الأحمر ومؤسسة التمويل الدولية والاتحاد الدولي لسلامة المحيطات والمنظمة الهيدروغرافية الدولية ومنظمة العمل الدولية وصندوق النقد الدولي والمنظمة البحرية الدولية ومنظمة الشرطة الجنائية الدولية واللجنة الأولمبية الدولية ومنظمة الهجرة الدولية (مراقب) والمنظمة الدولية للمعايير(مراسل) والاتحاد الدولي للاتصالات واتحاد النقابات الدولي ومنظمة حلف شمال الأطلسي ومنظمة حظر الأسلحة الكيميائية ومنظمة الأمن والتعاون في أوروبا والشراكة من أجل السلام والأمم المتحدة ومؤتمر الأمم المتحدة للتجارة والتنمية واليونسكو وبعثة الأمم المتحدة في البوسنة والهرسك وبعثة الأمم المتحدة للإدارة المؤقتة في كوسوفو وهيئة الأمم المتحدة لمراقبة الهدنة والاتحاد البريدي العالمي والمنظمة العالمية للجمارك واتحاد أوروبا الغربية ومنظمة الصحة العالمية والمنظمة العالمية للملكية الفكرية والمنظمة العالمية للأرصاد الجوية ومنظمة التجارة العالمية.